# آلشوواداس
آلشوواداس (به مجاری:  Alsóvadász) یک سکونتگاه مسکونی در مجارستان است که در بورشود-آبااوی-زمپلن واقع شده‌است.